# Козы (гмина)
Козы (пол. Kozy) — сельская гмина (волость) в Польше, входит как административная единица в Бельский повет (силезский), Силезское воеводство. Население — 11 373 человека (на 2004 год).

## Демография
| Перепись                       | Всего   | Всего | Женщины | Женщины | Мужчины | Мужчины |
| ------------------------------ | ------- | ----- | ------- | ------- | ------- | ------- |
| Единицы                        | человек | %     | человек | %       | человек | %       |
| Население                      | 11 373  | 100   | 5885    | 51,7    | 5488    | 48,3    |
| Плотность населения (чел./км²) | 422,8   | 422,8 | 218,8   | 218,8   | 204     | 204     |

## Соседние гмины
1. Бельско-Бяла
2. Гмина Чернихув
3. Гмина Кенты
4. Гмина Поромбка
5. Гмина Вилямовице
6. Гмина Вильковице